# La Princesse de Rome
Pour plus de détails, voir Fiche technique et Distribution.
La Princesse de Rome (en anglais : Princess of Rome, persan : شاهزاده روم, arabe : أميرة الروم) est une long métrage d'animation irano-libanais, sorti en 2015 en deux langues (persan et arabe).

## Synopsis
La princesse chrétienne, Mélika qui est la petite-fille de César de l'Empire romain d'Orient, avec quelques accidents miraculeux, vient au samarra et elle épouse le onzième imam chiite Hasan al-Askari et devient la mère de Muhammad al-Mahdi, douzième imam chiite.

## Fiche technique
- Titre en persan : شاهزاده روم
- Titre en arabe : أميرة الروم
- Titre français : La Princesse de Rome
- Réalisation et scénario : Hadi Muhammadian
- Production : Hamed Jafari
- Sociétés de production : Groupe HonarPooya
- Montage : Hassan Ayoubi
- Durée : 75 min.
- Pays d’origine :  Iran
- Langue : persan et arabe
- Format : couleur - son
- Son : Hussein Mahdavi
- Musique :Arya Aziminejad
- Genre : animation
- Budget : 600,000 dollars (20,000,000,000 Rial)
- Date de sortie : 2015

## Distribution
Voix en persan
- Nasser Tahmasb
- Manoochehr Valizade
- Hosein Erfani
- Maryam Shirazad
- Arshak GHakosian
- Javad Pezashkian
- Alireza Dibaj
- Maryam Radpor
- Mohamad Ali Dibaj
- Nasim Rezakhani
- Maryam Banaiee
- Sharad Banki
- Alireza Ashkbos
- Mohamad Ali Janpanah

Voix en arabe
- Sohair Nasreddeen
- Ali Shokair
- Noureddeen Mirzadah
- Omar Mikati
- Ali Saad
- Bilal Bishtawi
- Saad Hamdan
- Rawda Kassem
- Sawssan Awwad
- Joumana Zonji
- Khaled El Sayed
- Omar Al-Shammaa
- Samir Kammoun
- Nisreen Masoud
- Rania Mroueh
- Hussni Badereddeen
- Asmahan Bitar
- Rana Al Rifai